# Litorale a nord ovest delle Foci del Fiora
Litorale a nord ovest delle Foci del Fiora este o arie protejată (arie specială de conservare — SAC, sit de importanță comunitară — SCI) din Italia întinsă pe o suprafață de 185 ha, integral pe uscat.

## Localizare
Centrul sitului Litorale a nord ovest delle Foci del Fiora este situat la coordonatele 42°21′48″N 11°29′43″E / 42.363333°N 11.495278°E.

## Înființare
Situl Litorale a nord ovest delle Foci del Fiora a fost declarat sit de importanță comunitară în iunie 1995 pentru a proteja 2 specii de animale. Situl a fost protejat și ca arie specială de conservare în decembrie 2016.

## Biodiversitate
Situată în ecoregiunea mediteraneană, aria protejată conține 13 habitate naturale: Lagune de coastă, Vegetație anuală la limita mareei, Râuri mediteraneene cu debit permanent cu specii de Paspalo-Agrostidion și galerii riverane de Salix și de Populus alba, Estuare, Dune de coastă cu Juniperus spp., Dune cu tufărișuri sclerofile Cisto-Lavenduletalia, Pășuni mediteraneene udate de apa mării (Juncetalia maritimi), Păduri de Quercus ilex și Quercus rotundifolia, Dune mobile de-a lungul țărmului cu Ammophila arenaria („dune albe”), Dune de pe litoral fixate cu Crucianellion maritimae, Dune mobile cu vegetație embrionară, Dune împădurite cu Pinus pinea și/sau Pinus pinaster, Păduri mixte riverane de Quercus robur, Ulmus laevis și Ulmus minor, Fraxinus excelsior sau Fraxinus angustifolia, de-a lungul marilor râuri (Ulmenion minoris).
La baza desemnării sitului se află mai multe specii protejate de  reptile (2): țestoasa de baltă (Emys orbicularis), țestoasă bănățeană (Testudo hermanni).
Pe lângă speciile protejate, pe teritoriul sitului au mai fost identificate 1 specie de plante, 1 specie de amfibieni, 2 specii de nevertebrate.